# قزل گونی
قزل گونی یک روستا در ایران است که در دهستان اجارود شمالی واقع شده‌است. قزل گونی ۶۵ نفر جمعیت دارد.